# Akte X – Die unheimlichen Fälle des FBI/Staffel 2
Die zweite Staffel der US-Mystery-Fernsehserie Akte X – Die unheimlichen Fälle des FBI umfasst 25 Episoden und wurde in den Vereinigten Staaten 1994/95 erstmals ausgestrahlt, in Deutschland 1995/96.

## Handlung
| Nr. (ges.) | Nr. (St.) | Deutscher Titel                  | Originaltitel         | Erstausstrahlung USA | Deutschsprachige Erstausstrahlung (D) | Regie               | Drehbuch                                         |
| --- | --------- | -------------------------------- | --------------------- | -------------------- | ------------------------------------- | ------------------- | ------------------------------------------------ |
| 25 | 1         | Kontakt                          | Little Green Men      | 16. Sep. 1994        | 7. Sep. 1995                          | David Nutter        | Glen Morgan, James Wong                          |
| Seit der Schließung der X-Akten arbeitet Mulder in der Abteilung für elektronische Überwachung, Scully lehrt an der FBI-Akademie. Sie treffen sich heimlich in der Tiefgarage des Watergate-Hotels. Seit dem Tod von Deep Throat zweifelt Mulder an seinen Überzeugungen und er erinnert sich öfter an seine Schwester. Mulder trifft Senator Richard Matheson, der seine Arbeit über die letzten Jahre gefördert und beobachtet hat. Matheson schickt Mulder nach Arecibo in Puerto Rico, wo das dortige Observatorium Signale aus dem All empfangen hat. Mulder soll dort Einheiten des Militärs, die den Auftrag haben, alle Beweise für solche Signale zu vernichten, zuvorkommen. Matheson mahnt Mulder, dass er diese maximal 24 Stunden lang aufhalten kann. Im Observatorium findet Mulder einen verängstigten Mann namens Jorge, der ihm mit Hilfe einer Zeichnung zu verstehen gibt, dass er ein Alien gesehen hat. Währenddessen sucht Scully Mulder und kommt auf seine Spur. Plötzlich empfangen die Geräte im Observatorium Signale aus dem All. Als dann ein Sturm aufzieht, rennt Jorge panisch ins Freie. Mulder findet ihn später tot auf, er scheint sich zu Tode erschrocken zu haben. Scully wird beschattet, doch ihr gelingt es, am Flughafen ihre Beobachter abzuschütteln. Als Mulder Jorges Leiche untersucht, beginnt die Erde zu beben. Die Tür springt auf und dort erscheint die schemenhafte Gestalt eines Aliens. Scully findet und weckt Mulder am nächsten Morgen. Als er ihr die Signalaufzeichnungen zeigen will, erscheint die angekündigte Militärtruppe. Scully und Mulder können mit einem der Bänder als Beweis in der Tasche entkommen. Zurück in Washington, D.C. wird Mulder von Skinner in Anwesenheit des Krebskandidaten für sein Vorgehen gerügt, den Skinner schließlich des Raumes verweist und seine zuvor ausgesprochene Disziplinarstrafe zurückzieht. Als Mulder das Band abhören will, merkt er, dass es durch elektromagnetische Impulse während des Sturms gelöscht wurde. Trotz dieser Tatsache ist der Glaube an sich selbst zurückgekehrt, und Mulder fährt mit seiner Arbeit fort. |           |                                  |                       |                      |                                       |                     |                                                  |
| 26 | 2         | Der Parasit                      | The Host              | 23. Sep. 1994        | 14. Sep. 1995                         | Daniel Sackheim     | Chris Carter                                     |
| Auf einem russischen Frachtschiff vor der Küste von New Jersey ist das Abwassersystem verstopft. Ein Crewmitglied untersucht den Tank und wird dabei von einem unbekannten Wesen in den Tank gezogen. Seine verunstaltete Leiche wird Tage später in der Kanalisation von Newark gefunden. Mulder bekommt den Fall von Skinner zugewiesen und hält ihn anfangs für eine Art Bestrafung. Abends trifft sich Mulder mit Scully und teilt ihr seine Pläne mit, dass er das FBI verlassen möchte, um selbstständig seine Studien in Richtung von außerirdischem Leben weiterzuführen. Scully führt die Obduktion des Toten durch und findet eine Tätowierung in kyrillischer Schrift und einen Saugwurm in seinem Rücken. In Newark wird ein Kanalarbeiter unter Wasser gezogen, doch von seinen Kollegen gerettet. Er glaubt, von einer Python angegriffen worden zu sein. Er lässt sich in Mulders Beisein ärztlich untersuchen, dabei wird an seinem Rücken eine seltsame Bisswunde gefunden. Scully informiert Mulder über ihren Fund und es stellt sich heraus, dass die Bisswunden am Kanalarbeiter exakt zu einem Saugwurm passen, obwohl das Maul eines normalen Wurmes um einiges kleiner ist. Mulder bekommt einen Anruf, bei dem ihm ein Unbekannter mitteilt, dass er einen Freund beim FBI hätte. In der Nacht hustet der Kanalarbeiter den Wurm aus sich heraus und stirbt dabei. Mulder besucht eine Abwasseraufbereitungsanlage und findet dort ein menschenähnliches Wesen, das ein Maul hat, welches exakt zu den Bisswunden passt. Scully erhält eine Zeitung, durch die es ihr gelingt, den toten Seemann zu identifizieren und sieht sich auch das menschenähnliche Wesen an, das Mulder entdeckt hatte. Mulder ist der Meinung, dass der Tod des Kanalarbeiters hätte vermieden werden können, wenn die X-Akten noch offen wären. Das unbekannte Wesen soll in eine Klinik gebracht werden, doch es flieht auf dem Weg dorthin. Es versteckt sich in einer Campingtoilette und wird dann in einen Abwassertank auf einem LKW gespült. Mulder erhält wieder einen Anruf und glaubt, dass Scully eventuell Leute über seine Pläne informiert hat, doch sie verneint. Das Wesen ist wieder in der Abwasseraufbereitungsanlage und Scully meint, dass der Wurm, den Mulder gefunden hatte, eine Larve ist. Ein Mitarbeiter der Anlage wird von dem Wesen attackiert, doch Mulder kann ihn retten, indem er ein Kanalgitter schließt und dabei das Wesen in der Mitte teilt. Scully glaubt, dass das Wesen an Bord des russischen Schiffs, das Altmaterial aus Tschernobyl transportierte, in die USA gekommen war und in einer „Suppe“ aus radioaktiven Abfällen entstanden war. Jedoch besitzen Saugwürmer regenerative Fähigkeiten und die Überreste des Wesens in der Kanalisation scheinen noch immer am Leben zu sein. |           |                                  |                       |                      |                                       |                     |                                                  |
| 27 | 3         | Blut                             | Blood                 | 30. Sep. 1994        | 21. Sep. 1995                         | David Nutter        | Glen Morgan, James Wong; Idee: Darin Morgan      |
| In Franklin (Pennsylvania) erfährt der Postbote Edward Funsch, dass er wegen Budgetkürzungen entlassen wird. Unmittelbar danach sieht Funsch auf dem Display seiner Maschine die Worte Kill 'Em All („Töte sie alle“). Zur selben Zeit sieht ein Mann im Civic Center der Stadt auf dem Display des Aufzugs die Sätze No air („keine Luft“) und Can't breathe („kann nicht atmen“) angezeigt und direkt im Anschluss ebenfalls die Worte Kill 'Em All. Mulder kommt zum Civic Center, in dem es so aussieht, als wäre ein Massaker verübt worden. Sheriff Spencer teilt mit, dass der Verdächtige im Aufzug vier Menschen tötete, bis ihn ein Wachmann erschoss. Spencer merkt an, dass in den letzten Tagen sieben andere Fälle dieser Art mit weiteren 22 Toten in der Stadt geschehen sind. Mulder erkennt, dass die Anzeige im Aufzug beschädigt wurde und dass der tote Verdächtige grüne Rückstände am Finger hat. An der FBI-Akademie liest Scully Mulders Bericht, mit der Information, dass alle Mörder während ihres Amoklaufes elektronische Displays zerstörten. In Franklin holt Bonnie McRoberts ihr Auto aus der Werkstatt und liest am Display des Diagnosegerätes, dass der Mechaniker sie vergewaltigen und töten will. Sie gerät in Panik und tötet den Mechaniker. Mulder und Spencer befragen sie und währenddessen erhält sie auf dem Display der Mikrowelle den Befehl, dass sie die beiden töten soll. Als sie Mulder mit einem Küchenmesser angreift, erschießt Spencer sie. Scully führt eine Obduktion an ihr durch und findet Zeichen von Panik und abnormal hohe Werte von Adrenalin sowie die gleiche Substanz, die auch beim Fahrstuhlkiller gefunden wurde. Sie vermutet, dass die Substanz eine halluzinogene Reaktion ähnlich wie LSD verursacht, wenn sie sich mit anderen Neurochemikalien vermischt. Funsch wird immer psychotischer und sieht immer wieder Botschaften auf Gerätedisplays. Da Funsch eine Blutphobie hat, sieht er immer wieder das Wort Blood („Blut“) auf den Displays. Die Phobien der Täter, die bislang unscheinbare Bürger waren, werden in der Kombination der Drogen mit den elektronischen Botschaften ins psychotische gesteigert, und sind somit der Grund für ihre Massaker. Als Mulder in der Nacht eine Obstplantage untersucht, wird er von einem Hubschrauber mit Pestiziden besprüht und ins Krankenhaus eingeliefert. Nachdem er sich erholt hat, sieht er die Nachrichten und schließt daraus, dass die Pestizide dafür verantwortlich sind. Alle Bürger des Ortes sollen untersucht werden, aber Funsch taucht nicht auf. Sie suchen ihn, der auf einen Glockenturm gestiegen ist um von dort aus mit einem Scharfschützengewehr ein Massaker veranstalten will. Mulder entdeckt Funsch auf dem Turm und kann ihn überwältigen. Als Mulder am Ende mit Scully telefonieren will, kann er auf dem Display die Worte All done! („Alles erledigt!“) und Bye bye lesen. |           |                                  |                       |                      |                                       |                     |                                                  |
| 28 | 4         | Schlaflos                        | Sleepless             | 7. Okt. 1994         | 28. Sep. 1995                         | Rob S. Bowman       | Howard Gordon                                    |
| Dr. Saul Grissom erwacht in seinem Apartment, es brennt. Als die Feuerwehr eintrifft ist die Wohnung unversehrt, doch Grissom ist tot. Mulder erhält anonym einen Mitschnitt von Grissoms Notruf. Als er versucht an den Fall zu kommen, stellt er fest, dass bereits der junge FBI-Agent Alex Krycek den Fall übernommen hat. Mulder versucht Krycek außen vor zu lassen und beauftragt Scully mit der Obduktion der Leiche. Scully entdeckt, dass Grissom äußerlich unversehrt ist, doch innerlich glaubte zu brennen. Unterdessen erhält der Vietnam-Veteran Henry Willig Besuch von seinem ehemaligen Kameraden Augustus Cole. Plötzlich erscheint eine Gruppe Vietnamnesen und erschießt Willig. Mulder und Krycek untersuchen die Leiche, die keinerlei Schusswunden aufweist und dabei fällt ihnen eine Narbe im Nacken auf. Sie finden heraus, dass Willig und Cole die einzigen Überlebenden einer Spezialeinheit waren. Krycek und Mulder suchen nach Cole, doch erfahren, dass er aus einer Klinik geflüchtet ist. Mulder trifft den mysteriösen X, der ihm Informationen über ein geheimes militärisches Projekt gibt, in dem Grissom arbeitete. Grissom gelang es dabei, durch Lobotomie das Verlangen von Schlaf bei den Soldaten zu löschen. Zudem weist X auf einen weiteren Soldaten namens Salvatore Matola hin. Daraufhin erfahren sie, dass Cole verhaftet wurde. Doch als Mulder und Krycek ankommen, ist Cole entkommen, die beiden Polizisten die ihn bewachten, haben sich gegenseitig erschossen. Mulder glaubt, dass Cole telekinetische Fähigkeiten hat. Sie treffen Matola, der ihnen erzählt, dass er seit 24 Jahren nicht mehr geschlafen habe und verweist sie an Dr. Girardi, der die Lobotomien durchführte. Mulder und Krycek eilen zum Bahnhof, an dem Girardi ankommen soll, da er zu Grissoms Beerdigung kommen will. Am Bahnsteig sehen sie Cole, der Girardi kidnappt. Sie finden Girardi, Mulder verfolgt Cole, der sich umbringen will. Krycek erschießt Cole, da er ihn für bewaffnet hält, doch Cole hält nur eine Bibel in der Hand. Krycek liefert einen Report an den Krebskandidaten, beide scheinen gegen Mulder und Scully zu arbeiten. |           |                                  |                       |                      |                                       |                     |                                                  |
| 29 | 5         | Unter Kontrolle – Teil 1         | Duane Barry (1)       | 14. Okt. 1994        | 5. Okt. 1995                          | Chris Carter        | Chris Carter                                     |
| Virginia, 1985: Duane Barry wird von Außerirdischen entführt. Acht Jahre später sitzt er in einer psychiatrischen Anstalt und hat immer noch Angst wieder entführt zu werden. Schließlich gelingt ihm durch die Geiselnahme von Dr. Hakkie die Flucht aus der Klinik. Barry möchte ihn zu seinem Entführungsort bringen, doch er weiß nicht mehr wo genau sich dieser Ort befindet. Deshalb verschanzt er sich in einem Reisebüro, wo er weitere Geiseln nimmt. Mulder und Krycek werden hinzugezogen. Mulder informiert Scully, sie soll sich mit Barrys Geschichte beschäftigen. Um Vertrauen aufzubauen, nimmt Mulder Kontakt zu Barry auf, doch der durchschaut Mulders Taktik schnell, schließlich war Barry selbst FBI-Agent. Ein Stromausfall versetzt ihn in Panik, er eröffnet das Feuer und verletzt eine Geisel. Mulder betritt als Sanitäter verkleidet das Gebäude und schafft es, die verletzte Geisel gegen sich auszutauschen. Scully erscheint vor Ort und teilt Mulder über Funkverbindung mit, dass Barrys Frontallappen verletzt wurde, als er 1982 im Dienst eine Schusswunde am Kopf erlitt. Barry behauptet, dass die Außerirdischen schmerzhafte Tests an ihm durchführten und Peilsender in ihn transplantiert wurden. Mulder gelingt es, Barry dazu zu bringen die anderen Geiseln freizulassen. Kurz darauf wird Barry von einem Scharfschützen angeschossen. Er wird in einer Klinik behandelt. Die Ärzte finden in seinem Körper Implantate, die einen Barcode aufweisen. In einem Supermarkt zieht Scully das Implantat über den Scanner, wodurch sie eine Fehlfunktion der Kasse hervorruft und die Anzeige eine Art Seriennummer ausgibt. Scully spricht auf Mulders Anrufbeantworter, sie glaubt, dass Barry über die Implantate katalogisiert wurde. Plötzlich erscheint Barry, der aus der Klinik geflohen ist, am Fenster von Scullys Wohnung und entführt sie … |           |                                  |                       |                      |                                       |                     |                                                  |
| 30 | 6         | Seilbahn zu den Sternen – Teil 2 | Ascension (2)         | 21. Okt. 1994        | 12. Okt. 1995                         | Michael Lange       | Paul Brown                                       |
| Nachdem Mulder seinen Anrufbeantworter abgehört hat, eilt er zu Scullys Wohnung, wo die Polizei bereits vor Ort ist und trifft dort auf ihre Mutter. Skinner ordnet an, dass Mulder sich aus dem Fall heraushält. Barry hat Scully in seiner Gewalt und hält sie im Kofferraum seines Wagens gefangen. Bei einer Polizeikontrolle erschießt Barry einen State Trooper. Mulder sieht das Video der Autokamera des Polizeiautos und erkennt, dass Scully noch am Leben ist. Mulder findet heraus, dass Barry auf dem Weg zu den Skyland Mountains ist, dem Ort seiner Entführung durch Außerirdische. Krycek informiert den Krebskandidaten über die Neuigkeiten, bevor er mit Mulder dorthin fährt. Mulder hofft, dass es ihm mit der Seilbahn gelingt, vor Barry den Gipfel zu erreichen, doch Krycek sabotiert die Fahrt absichtlich. Mulder schafft es dennoch und registriert ein seltsames Licht in der Gegend. Dann findet er Barry, der ihm mitteilt, dass Scully von ihnen geholt wurde. Barry wird in Gewahrsam genommen, bei der Vernehmung verliert Mulder kurz die Beherrschung und würgt Barry. Als Mulder den Raum verlässt, weist er Krycek an, niemanden zu Barry zu lassen, als er zurückkommt, spricht Krycek mit Barry. Wenige Minuten später kommt Skinner hinzu, doch in diesem Augenblick erleidet Barry einen Anfall und stirbt. Mulder erhält keine Informationen zu Barrys Tod, da die Untersuchungen von einem Militärarzt durchgeführt wurden. Krycek trifft sich mit dem Krebskandidaten und sie beraten, wie sie weiter mit Mulder vorgehen wollen. Mulder möchte Senator Matheson besuchen, doch trifft nur auf X. In seinem Auto findet er die Reste von den Zigaretten des Krebskandidaten, woraufhin er Skinner über Kryceks Rolle in Scullys Entführung und dem Tod von Barry informiert. Krycek ist verschwunden, Skinner öffnet die X-Akten wieder. Mulder trifft sich mit Margaret Scully, die immer noch Angst um ihre verschwundene Tochter hat. |           |                                  |                       |                      |                                       |                     |                                                  |
| 31 | 7         | Drei                             | 3                     | 4. Nov. 1994         | 19. Okt. 1995                         | David Nutter        | Chris Ruppenthal, Glen Morgan, James Wong        |
| In Los Angeles lernt der Geschäftsmann Garrett Lorre eine unbekannte Frau auf einer Party kennen. Bei einem One-Night-Stand beißt die Frau Lorre in den Hals, um sein Blut zu trinken. Zwei Männer kommen hinzu, um Lorre schließlich mit Hilfe von Kanülen zu töten. Mulder kommt nach Los Angeles und erfährt von den ermittelnden Beamten des LAPD, dass es sich um eine Reihe von Blut-Morden handelt, welche auch in zwei weiteren Staaten auftraten. Die Mörder schreiben mit dem Blut ihrer Opfer Bibelverse an die Wände, weshalb Mulder einen religiösen Kult vermutet. Er besucht eine lokale Blutbank, deren Nachtwächter erst vor kurzem eingestellt wurde und erwischt diesen, als er in einem Lagerraum Blut trinkt. Mulder verhört den Mann, der behauptet, einer Gruppe anzugehören, die Unsterblichkeit erlangen will, indem sie das Blut lebender trinkt. Bei Tagesanbruch verbrennt der Mann, als die Sonnenstrahlen seinen Körper berühren, bei lebendigem Leib. Auf der Hand des Toten wird ein Stempelabdruck des Club Tepes entdeckt, einem Club der „Vampirszene“. Mulder trifft dort auf die junge Kristen Kilar, die dort mit ihm Blut trinken will. Er lehnt ab und folgt ihr, als sie mit einem anderen Mann den Club verlässt. Mulder wird von dem Mann niedergeschlagen, nachdem er dabei gesehen wurde, wie er die beiden durch ein Fenster beobachtet hat. Kurz darauf wird der Mann von den drei Leuten, die auch Lorre töteten, angefallen und umgebracht. Mulder will Kilar beschützen, die zuvor in den Städten lebte, in denen die anderen Morde geschahen. In ihrer Wohnung findet er zahlreiche Paraphernalien. Er erwartet Kilar, die ihm von ihrer Geschichte und den Morden erzählt. Sie werden dabei von dem verbrannten Mann beobachtet, der von den Toten wiederauferstanden ist. Als Mulder und Kilar von den beiden anderen Vampiren angegriffen werden, gelingt ihnen die Flucht. Kilar überrumpelt Mulder jedoch und eilt zurück ins Haus, um es anzuzünden, wobei sie selbst ums Leben kommt, aber auch die Vampire getötet werden. |           |                                  |                       |                      |                                       |                     |                                                  |
| 32 | 8         | An der Grenze                    | One Breath            | 11. Nov. 1994        | 26. Okt. 1995                         | R. W. Goodwin       | Glen Morgan, James Wong                          |
| Margaret Scully überlegt, Dana für tot erklären zu lassen, doch Mulder möchte die Suche nicht aufgeben. Auf mysteriöse Art und Weise taucht Dana wenige Tage später im Koma liegend in einem Krankenhaus auf. Der behandelnde Arzt Dr. Daly weiß nicht, wie Dana in die Klinik kam, zudem kann er nicht sagen, wie sie in diesen Zustand kam. Mulder trifft am Krankenbett auch Scullys Schwester Melissa. Die im Koma liegende Scully hat Visionen. Frohike, einer der „Einsamen Schützen“, besucht Dana und entwendet ihre Krankenakte. Byers findet heraus, dass Scullys Blut verzweigte DNA aufweist, die aber keinen Effekt mehr auf sie hat. Während eines Zwischenfalls im Krankenhaus wird Scullys Blutprobe gestohlen, Mulder verfolgt den Dieb bis in die Tiefgarage. Dort trifft er auf X, der ihn auffordert, sämtliche Nachforschungen einzustellen und Dana sterben zu lassen. Danach exekutiert X den Mann, der Scullys Probe gestohlen hat. Skinner ruft Mulder wegen der Vorkommnisse zu sich, doch der beschuldigt den Krebskandidaten, dessen Identität Skinner nicht preisgeben will. In der Cafeteria des Krankenhauses erhält Mulder über eine Packung Zigaretten die Adresse des Krebskandidaten. Mulder stürmt dessen Haus und bedroht ihn mit der Waffe, doch der Krebskandidat sagt Mulder, dass er, wenn er ihn töten würde, nie alle Geheimnisse erfahren würde. Mulder lässt daraufhin von ihm ab. In der FBI-Zentrale schreibt Mulder seine Kündigung, doch Skinner verweigert die Annahme der Kündigung, worauf Mulder versteht, dass es Skinner war, der ihm die Adresse gab. Wieder trifft Mulder auf X, der ihm mitteilt, dass Mulders Wohnung am Abend von Männern durchsucht werden soll und das der Zeitpunkt für seine Rache wäre. Mulder wartet mit geladener Waffe, doch dann besucht ihn Melissa und sie beschließen Dana zu besuchen. Als Mulder zurückkommt, ist seine Wohnung verwüstet und durchsucht worden. Am nächsten Tag erwacht Scully, die sich aber an die Entführung durch Barry nicht mehr erinnern kann. |           |                                  |                       |                      |                                       |                     |                                                  |
| 33 | 9         | Der Vulkan                       | Firewalker            | 18. Nov. 1994        | 2. Nov. 1995                          | David Nutter        | Howard Gordon                                    |
| Der Wissenschaftler Adam Pierce fängt ein Signal des mobilen Roboters Firewalker ab. Das Signal kommt vom Mount Avalon in Oregon und Pierce sieht auf dem übermittelten Video den leblosen Körper des Seismologen Phil Erickson. Außerdem sieht Pierce einen Schatten, dann bricht das Signal ab. Scully und Mulder werden von Pierce informiert und übernehmen den Fall. Pierce war selbst Teil des Projekts, bis er sich mit dem Projektleiter Daniel Trepkos überwarf. Am Mount Avalon treffen Scully und Mulder auf das traumatisierte Team, das aussagt, dass Trepkos, der an einer bipolaren Störung leidet, sich seltsam verhielt und das Labor zerstörte, bevor er verschwand. Pierce der sich außerhalb des Labors aufhält, wird von Trepkos stranguliert. Nachdem sie Pierces Leiche gefunden haben, schaut sich Mulder Trepkos Notizen an, Scully zweifelt die Seriosität dieser Notizen an. Das Teammitglied Peter Tanaka leidet an Krämpfen und Fieber, aber lehnt Hilfe ab. Mulder bemerkt eine pulsierende Ausbuchtung in Tanakas Nacken, doch der flieht und stirbt als eine Art Tentakel aus seinem Rachen schießt. Scully untersucht ihn und schließt daraus, dass es sich um eine Art Pilz handelt, der mit seinen Sporen die umstehenden Personen infizieren könnte. Mulder macht sich mit dem Teammitglied Jason Ludwig auf den Weg zum Vulkan, dort finden sie Trepkos, der Ludwig tötet. Trepkos erzählt Mulder, dass Erickson die Sporen freigesetzt hat, als er eine Gesteinsprobe zerschlagen hat und das gesamte Team infiziert wurde. In der Station versucht die Wissenschaftlerin Jessie O'Neill Scully zu infizieren, doch die kann das gerade noch verhindern und O'Neill stirbt. Mulder und Trepkos kommen zur Station. Mulder weiß, dass Trepkos nicht gehen will und lässt deshalb nur sich und Scully evakuieren. |           |                                  |                       |                      |                                       |                     |                                                  |
| 34 | 10        | Rotes Museum                     | Red Museum            | 9. Dez. 1994         | 9. Nov. 1995                          | Win Phelps          | Chris Carter                                     |
| Scully und Mulder sollen eine Reihe von Entführungen in Delta Glen (Wisconsin) untersuchen, in denen Jugendliche aus dem Ort halbnackt wieder auftauchen und mit dem Satz „Er ist einer“ oder „Sie ist eine“ beschriftet sind. Im Ort wird die Glaubensgemeinschaft „Kirche zum Roten Museum“ der Taten verdächtigt, welche von dem Vegetarier Richard Odin gegründet und geleitet wird. Im Blut des letzten Opfers wurden eine unbekannte alkaloide Substanz und hohe Werte von Scopolamin gefunden. Dies wäre eine Verbindung zu Odin, der Mediziner war. Ein älterer Mann weist Scully und Mulder darauf hin, dass seiner Meinung nach die in das Schlachtvieh injizierten Wachstumshormone die Quelle allen Übels sind. In der Nacht stirbt der örtliche Arzt Jerrold Larson bei einem Flugzeugabsturz. Bei der Untersuchung der Absturzstelle werden Beweise gesichert, die zu den entführten Teenagern führen. Einer der Männer, der das Vieh mit Hormonen injiziert, wird von dem Mann ermordet, der auch Deep Throat getötet hat. Der andere Mann namens Gerd Thomas wird beschuldigt der Entführer zu sein, nachdem man herausfindet, dass er in dem Haus eines Opfers voyeuristische Aufnahmen gemacht hat. Thomas hingegen beschuldigt Larson, der die Kinder mit Drogen behandelt haben soll. Der Sohn des Sheriffs wird von Deep Throats Mörder umgebracht. Scully erkennt den Mann als Deep Throats Mörder als er an ihr vorbeifährt. Toxikologische Untersuchungen zeigen, dass die unbekannte Substanz in den Körpern der Kinder Purity Control ist. Mulder schließt daraus, dass Larson die Kinder mit Alien-DNA infiziert hat und lässt die Kinder, die nicht von Larson behandelt wurden, zu deren Schutz in Odins Gemeinde bringen. Mulder und der Sheriff spüren den Mörder von Deep Throat auf, der Sheriff erschießt ihn. Der Mann war weder dem FBI noch anderen Stellen bekannt. Die in die Kinder injizierte Substanz bleibt unbekannt, der Fall bleibt offen und ungelöst. |           |                                  |                       |                      |                                       |                     |                                                  |
| 35 | 11        | Excelsis Dei                     | Excelsis Dei          | 16. Dez. 1994        | 16. Nov. 1995                         | Stephen Surjik      | Paul Brown                                       |
| Scully und Mulder werden in das Pflegeheim Excelsis Dei nach Worcester (Massachusetts) gerufen, wo die Pflegerin Michelle Charters behauptet von einer unsichtbaren Gestalt vergewaltigt worden zu sein. Sie beschuldigt gegenüber den Agenten den Heimbewohner Hal Arden, der jedoch die Tat abstreitet und auch zu gebrechlich dafür erscheint. Scully und Mulder stellen fest, dass der Pfleger Gung Bituen die Heimbewohner mit Drogen versorgt, die er im Keller der Anstalt aus Pilzen herstellt. Die Droge heilt zwar Alzheimer, aber befähigt die Senioren auch dazu, die Geister der verstorbenen Heimbewohner sehen zu können. Die Geister versuchen die Heimmitarbeiter, die sie früher gequält und schlecht behandelt haben, aus Rache umzubringen. Als ein Patient eine Überdosis nimmt, greift einer der Geister Charters wieder an und sperrt sie zusammen mit Mulder in einen Raum, der langsam mit Wasser geflutet wird. Als es Scully und dem Arzt des Heimes gelingt, die Anfälle des Patienten zu lindern, stoppt der Geist und Charters und Mulder können befreit werden. Die Anstalt wird unter staatliche Aufsicht gestellt und Gung wird der Einwanderungsbehörde überstellt. Die Patienten verfallen ohne Zugang zu der Droge wieder in ihren vorherigen Zustand der Demenz. |           |                                  |                       |                      |                                       |                     |                                                  |
| 36 | 12        | Böse geboren                     | Aubrey                | 6. Jan. 1995         | 23. Nov. 1995                         | Rob S. Bowman       | Sara B. Charno                                   |
| In Aubrey (Missouri) teilt die örtliche Polizistin B.J. Morrow ihrem Kollegen Brian Tillman, mit dem sie eine Affäre hat, mit, dass sie schwanger ist. Sie verabreden sich für den Abend in einem Motel, damit sie in Ruhe darüber sprechen können. Während Morrow auf Tillman wartet wird sie von Visionen heimgesucht, die sie dazu veranlassen auf einem riesigen Feld zu graben, wo sie dann die sterblichen Überreste eines FBI-Agenten ausgräbt. Mulder und Scully kommen nach Aubrey, denn bei den Überresten handelt es sich um den Agenten Sam Chaney, der zusammen mit seinem Partner Tim Ledbetter 1942 spurlos verschwand. Chaney und Ledbetter untersuchten damals Vergewaltigungsfälle, in denen der Täter seinen Opfern das Wort „Sister“ („Schwester“) in die Brust ritzte. Während der Obduktion von Chaney erkennt Morrow, dass in dessen Brust das Wort „Brother“ („Bruder“) geritzt wurde. Gegenüber Scully erzählt sie von ihrer Affäre und der Schwangerschaft. Tillman informiert die Agenten über einen neuen Mord: der Frau wurde das Wort „Sister“ in die Brust geritzt und Morrow behauptet die Frau in ihren Träumen gesehen zu haben. Zudem kann Morrow eine Beschreibung des Täters geben, den sie auf Fahndungsfotos als Harry Cokely identifiziert. Cokely wurde für die Vergewaltigung von Linda Thibedeaux, der er das Wort „Sister“ in die Brust ritzte verurteilt, die Strafe hat er verbüßt. Scully und Mulder besuchen Cokely, der mittlerweile sehr krank ist und angibt das Haus nicht mehr verlassen zu können. Morrow erwacht aus einem Albtraum und bemerkt, dass ihr „Sister“ in die Brust geritzt wurde und in einem Spiegel erblickt sie den jungen Cokely. Sie rennt in den Keller und findet unter dem Haus die Überreste des Agenten Ledbetter. Cokely wird verhaftet, da das Blut, das auf dem letzten Opfer gefunden wurde, mit dem von Cokely identisch ist. Mulder und Scully besuchen Linda Thibedeaux, die ihnen von den Ereignissen mit Cokely in den 40er Jahren erzählt. Sie gibt zu, dass aus der Vergewaltigung ein Kind entstand, welches sie zur Adoption freigab. Ermittlungen zeigen, dass das Kind B.J.s Vater war und Mulder glaubt, dass sie nun aufgrund von genetischen Erinnerungen als Killer unterwegs ist. Mulder und Scully wollen B.J. aufhalten, die inzwischen bei Linda Thibedeaux ist. Morrow greift Thibedeaux an, doch hält inne, als sie die Narben auf ihrer Brust erkennt. Scully und Mulder finden Thibedeaux und vermuten, dass Morrow zu Cokely gefahren ist. Als sie bei Cokely ankommen, hat Morrow Cokely bereits angegriffen, doch als sie die Agenten sieht, stürzt sie sich auf Mulder und lässt erst von ihm ab, als Cokely stirbt. Morrow wird verhaftet und streng überwacht, nachdem sie versucht hat ihr ungeborenes Kind selbst abzutreiben. |           |                                  |                       |                      |                                       |                     |                                                  |
| 37 | 13        | Todestrieb                       | Irresistible          | 13. Jan. 1995        | 30. Nov. 1995                         | David Nutter        | Chris Carter                                     |
| Donnie Pfaster, der bei einem Bestattungsinstitut arbeitet, wird von seinem Boss gefeuert, als dieser ihn erwischt, wie Donnie der Leiche eines jungen Mädchens die Haare abschneidet. Scully und Mulder werden vom örtlichen FBI-Agenten Moe Bocks nach Minneapolis gerufen, der eine Exhumierung und die Schändung einer Leiche untersucht. Scully ist vom Anblick der verunstalteten Leiche sehr geschockt. Es werden zwei weitere exhumierte Leichen gefunden, beiden wurden die Haare geschnitten und die Fingernägel entfernt. Mulder erstellt ein psychologisches Profil des Täters, während Scully einen Bericht über Nekrophilie verfasst, aber ihr Unbehagen über den Fall für sich behält. Pfaster nimmt eine Prostituierte zu sich nach Hause mit. Als die sein Schlafzimmer entdeckt, das seine Sammlung von Beerdigungsschmuck enthält tötet er sie und entfernt ihr die Finger. Pfaster arbeitet nun als Lieferant für Tiefkühlkost und nimmt aus dem Badezimmer eines Hauses, das er beliefert, abgeschnittene Haare mit. Zudem besucht er Abendkurse in einem Community College, wo er einer jungen Dame aufdringlich wird, die sich aber wehren kann. Er wird verhaftet und in eine Zelle gesperrt. Scully, Mulder und Bocks befragen in einer benachbarten Zelle einen Verdächtigen. Pfaster bekommt später von dem Verdächtigen Scullys Namen gesagt, wenig später wird er entlassen. Scully, die von den Verbrechen zutiefst erschüttert ist, trifft in Washington, D.C. eine Sozialarbeiterin, mit der sie über ihre Ängste spricht. Danach wird sie über einen Anruf aus Minneapolis informiert, doch der Anruf kam weder von Mulder, noch von Bocks. Durch die Fingerabdrücke, die Pfaster wegen seiner Verhaftung abgeben musste, kommen Bocks und Mulder ihm auf die Spur und finden in Pfasters Wohnung in der Tiefkühltruhe den abgetrennten Finger der Prostituierten. Scully ist wieder in Minnesota, Pfaster drängt ihren Wagen von der Straße und entführt sie in das leerstehende Haus seiner Mutter. Durch die Lackspuren an Scullys Auto finden Mulder und Bocks die Adresse von dem Haus heraus, da Pfasters Wagen auf seine Mutter zugelassen ist. Scully gelingt es sich aus den Fesseln zu befreien, es kommt zu einem Gerangel mit Pfaster. Bocks und Mulder kommen in diesem Moment hinzu, Pfaster wird verhaftet. Mulder hält Pfaster für einen Menschen, der von Geburt an böse war. |           |                                  |                       |                      |                                       |                     |                                                  |
| 38 | 14        | Satan                            | Die Hand die verletzt | 27. Jan. 1995        | 7. Dez. 1995                          | Kim Manners         | Glen Morgan, James Wong                          |
| In Milford, Hillsborough County (New Hampshire) beschwören zwei Jungen an einer bekanntermaßen verhexten Stelle den Teufel, um ihren anwesenden Freundinnen zu imponieren. Leider funktioniert es. Die beiden Mädchen und einer der Jungen fliehen, der andere Junge wird vom Teufel geschlachtet. Der Teufel, der in der Gestalt einer energischen Aushilfslehrerin erschienen ist, schneidet dem Jungen Herz und Augen heraus und bewahrt die Beute in ihrer Schreibtischschublade im Klassenzimmer auf. Außerdem gibt es in der Stadt an der Schule auch noch einige Lehrer, die schon seit mehreren Generationen traditionsbewusst Gebete an den Teufel rezitieren, ohne noch besonders an deren Wirksamkeit zu glauben. Auf diese, ihre ungläubigen Verehrer und Verehrerinnen, richtet sich im weiteren das Interesse der neu aufgetauchten Teufelin. Zu ihrer Unterstützung hat sie eine riesige Python-Schlange mitgebracht, die in Windeseile ganze Menschen verzehren kann und nur die Knochen ausspuckt. Zwischen all diese Geschehnisse geraten Mulder und Scully und beobachten fassungslos, was sich da vor ihren Augen abspielt. Und fast wären sie mit in den allgemeinen Untergang hinab gerissen worden. |           |                                  |                       |                      |                                       |                     |                                                  |
| 39 | 15        | Frische Knochen                  | Fresh Bones           | 3. Feb. 1995         | 14. Dez. 1995                         | Rob S. Bowman       | Howard Gordon                                    |
| In einem Flüchtlingslager für Haitianer in Folkstone (North Carolina) ereignen sich Unruhen und seltsame Todesfälle sowohl unter den Flüchtlingen als auch unter den Wachsoldaten. Der Chef des Lagers, Colonel Wharton, ist nicht an von außen kommender Hilfe bei der Aufklärung der Ereignisse interessiert. Aber die Ehefrau eines Wachsoldaten, der mit seinem Auto gegen einen Baum gefahren ist, an dem sich ein Voodoo-Veve befand, wendet sich um Hilfe an das FBI. So kommen Mulder und Scully in das Flüchtlingscamp, wo ihnen von allen Seiten Hass und Feindschaft entgegen schlagen. Nur ein kleiner Junge möchte Scully einen Schutz-Zauber verkaufen. Sie lehnt natürlich ab, aber Mulder kauft den Talisman und spricht freundlich mit dem Jungen. Das Chaos eskaliert, Leichen verschwinden, Tote stehen wieder auf, Zombies gehen herum. Der Colonel versucht, alle Schuld auf die haitianischen Zauberer zu schieben, aber bald wird klar, dass er selber den Voodoo als Machtinstrument für sich nutzt. Und dass er nicht davor zurückschreckt, alle ihm unbequem oder gefährlich erscheinenden Menschen mit Hilfe des Voodoo zu beseitigen. Leider gehören auch Mulder und Scully in diese Kategorie. |           |                                  |                       |                      |                                       |                     |                                                  |
| 40 | 16        | Die Kolonie – Teil 1             | Colony (1)            | 10. Feb. 1995        | 21. Dez. 1995                         | Nick Marck          | Chris Carter, Idee: David Duchovny, Chris Carter |
| Mulder wird mit Erfrierungen in ein Krankenhaus in der Arktis gebracht. Scully kommt hinzu und es gelingt ihr, Mulder aus der Wärmewanne zu holen. Zwei Wochen zuvor: Eine Schiffsmannschaft beobachtet in der Beaufortsee eine Lichtkugel, die ins Meer stürzt. Ein Mann wird aus der See gerettet. Zwei Tage später tötet dieser Mann (Bounty Hunter, auf dt. oft Kopfgeldjäger genannt) in Scranton einen Arzt, der Abtreibungen vornimmt. Mulder erhält E-Mails mit einem Nachruf auf den Arzt, sowie Nachrufe auf andere Ärzte, die aber alle gleich aussehen. Scully und Mulder finden einen weiteren Mann, Aaron Baker, gleichen Aussehens in Syracuse. Mulder schickt den FBI-Agenten Barrett Weiss zu Bakers Haus. Weiss und Baker werden von dem Bounty Hunter umgebracht, der auch den Arzt getötet hat. Der Bounty Hunter hat die Fähigkeit das Aussehen anderer Menschen anzunehmen. In der Person von Weiss, teilt er Scully und Mulder mit, dass Baker nicht da sei. Als Skinner von Weiss’ Tod hört schließt er den Fall. Scully und Mulder treffen den CIA-Agenten Ambrose Chapel, der ihnen mitteilt, dass die Ärzte Klone aus einem sowjetischen Genetikprogramm waren und nun systematisch von der russischen und amerikanischen Regierung getötet werden. Chapel, Scully und Mulder treffen einen weiteren Arzt, James Dickens, doch der flieht. Chapel, der in Wirklichkeit der Bounty Hunter ist, verfolgt Dickens und tötet ihn. Scully misstraut Chapel, Mulder jedoch vertraut ihm. Scully untersucht Weiss’ Leiche und findet heraus, dass dessen Blut geronnen ist, die Zahl der roten Blutkörperchen aber sehr hoch ist. Im Eigentum von Dickens findet Scully eine Adresse und fährt dorthin. Es handelt sich um ein Labor und Scully beobachtet, wie Chapel es zerstört. Mulder fährt zu seinen Eltern, denn seine Schwester Samantha ist plötzlich wieder aufgetaucht. Samantha berichtet, dass sie nach ihrer Entführung wieder auf die Erde zurückgebracht wurde und ihre Erinnerung durch Regressionshypnose zurückkam. Sie erzählt Mulder, dass der Klon und die Ärzte Aliens sind und der Bounty Hunter auch hinter ihr her ist. Scully flüchtet vor dem Bounty Hunter und als sie in das Labor zurückkehrt findet sie vier weitere Klone, die sie in Sicherheit bringen lässt. Sie kehrt in ihr Hotel zurück, wo sie von Mulder besucht wird, doch im selben Moment erhält sie einen Anruf vom echten Mulder … |           |                                  |                       |                      |                                       |                     |                                                  |
| 41 | 17        | Die Kolonie – Teil 2             | End Game (2)          | 17. Feb. 1995        | 28. Dez. 1995                         | Rob S. Bowman       | Frank Spotnitz                                   |
| Das Atom-U-Boot USS Allegiance patrouilliert durch die Beaufortsee, wo es auf ein anderes Schiff trifft. Nachdem es auf das Schiff gefeuert hat, ertönt ein schriller, hoher Ton und das U-Boot strandet im arktischen Eis. Scully wird vom Bounty Hunter, der die Gestalt von Mulder angenommen hat, entführt. Der echte Mulder findet nur noch das verwüstete Hotelzimmer. Samantha sagt Mulder, dass der Killer sie gegen Scully austauschen wird. Zudem informiert sie Mulder darüber, dass die Klone der Versuch von Aliens waren, eine Kolonie auf der Erde zu gründen und der Bounty Hunter wurde nun geschickt um sie zu töten, da das Experiment als fehlgeschlagen gilt. Skinner trifft Mulder und Samantha und teilt mit, dass die verbliebenen Klone aus der Schutzhaft verschwunden sind. Dann ruft Scully an, es soll einen Austausch geben. Bei dem Austausch auf einer Brücke greift Samantha den Bounty Hunter an und beide stürzen in den Fluss unterhalb der Brücke. Bill Mulder, Fox’ Vater, übergibt Fox eine Nachricht von Samantha, in der sie eine Klinik in Maryland als Treffpunkt angibt, falls sie getrennt werden. Kurz darauf erhält er einen Anruf von Scully, Samantha wurde tot aus dem Fluss geborgen und Scully wird gleich danach Zeuge, wie sich Samanthas Körper in eine grüne Substanz auflöst. Mulder trifft in der Klinik in Maryland weitere Klone von Samantha, die an Föten arbeiten und Mulder mitteilen, dass die echte Samantha noch immer am Leben ist. Der Bounty Hunter schlägt Mulder nieder, tötet die Klone und brennt die Klinik nieder. So gibt es keine Spuren mehr von den Klonen. Mulder trifft X in Washington, D.C., der ihm mitteilt, dass das Raumschiff des Bounty Hunters in der Beaufortsee gefunden wurde und eine Militäreinheit den Auftrag hat es zu zerstören. Mulder macht sich auf den Weg dorthin und warnt Scully per Mail ihm nicht zu folgen. Scully bittet Skinner um Hilfe, doch der weist sie ab. Auch X weigert sich zu helfen. Skinner gelingt es jedoch nach einer körperlichen Auseinandersetzung Informationen von X zu erhalten. Mulder findet die USS Allegiance und trifft dort auf einen Mann, von dem er glaubt, dass es der Bounty Hunter ist. Bei einem Kampf kommt Mulder in Kontakt mit dem toxischen Blut des Bounty Hunters. Der Bounty Hunter teilt Mulder mit, dass Samantha noch immer am Leben ist und wirft Mulder aus dem Schiff ins Freie, um dann mit dem U-Boot abzutauchen. Schließlich wird Mulder im Feldlazarett behandelt (wie zu Beginn von Teil 1 zu sehen ist). Scully hat herausgefunden, dass das Blut des Bounty Hunters einen Retrovirus enthält, der in der Kälte abstirbt, somit kann Mulder gerettet werden. |           |                                  |                       |                      |                                       |                     |                                                  |
| 42 | 18        | Sophie                           | Fearful Symmetry      | 24. Feb. 1995        | 4. Jan. 1996                          | James Whitmore, Jr. | Steve De Jarnatt                                 |
| In Fairfield (Idaho) beobachten zwei Hausmeister einem unsichtbaren Sturm, der die Straße entlang wütet. Ein Straßenbauarbeiter wird später von der unsichtbaren Kraft des Sturmes getötet. Am nächsten Tag erscheint ein Elefant aus dem Nichts heraus vor einem herannahenden Lkw. Der Fahrer kann noch rechtzeitig bremsen, trotzdem kollabiert das Tier und stirbt mehr als 40 Meilen davon entfernt wo es verschwand - nämlich aus dem Zoo von Fairfield. Mulder und Scully schauen sich die Verwüstungen in der Stadt an. Ed Meecham, der Pfleger des Elefanten, erzählt, wie er den leeren Käfig vorfand und die Direktorin des Zoos, Willa Ambrose, teilt mit, dass der Zoo kurz vor der Schließung steht, da mehrere Tiere verschwunden sind. Die Schuld daran tragen, laut ihr, die Tierschützer, die dafür bekannt sind Tiere zu befreien. Der Anführer der Tierschützer, Kyle Lang, streitet ab mit dem Verschwinden des Elefanten etwas zu tun zu haben. Lang erzählt, dass die Regierung Malawis Ambrose wegen der Entführung eines Gorillas vor 10 Jahren angeklagt hat. Laut Frohike und Byers ist Fairfield für das Verschwinden von Tieren, aber auch für UFO-Sichtungen bekannt. Der Gorilla in Ambroses Zoo beherrscht die Amerikanische Gebärdensprache. Scully verfolgt einen Tierschützer in den Zoo. Der Aktivist will einen Tiger freilassen, doch nach dem Aufleuchten eines hellen Lichtes ist der Tiger verschwunden, dennoch wird der Aktivist zerfleischt. Die Agenten lernen den Gorilla, namens Sophie, kennen und erkennen, dass das Tier verängstigt ist. Scully untersucht den toten Elefanten und stellt fest, dass er schwanger war. Der Tiger taucht auf einer Baustelle in Boise wieder auf und wird von Meecham erschossen, als er auf Ambrose losgeht. Der Zoo wird geschlossen und es wird festgestellt, dass auch der Tiger schwanger war. Mulder hat die Theorie, dass Außerirdische die Tiere schwängern und so eine Art Arche Noah Plan verfolgen. Auch Sophie war schwanger, aber das Baby wurde bereits entführt. Sophie soll nach Malawi zurück und Ambrose sucht hierfür Hilfe bei Lang, der jedoch nicht helfen will. Als Lang Ambrose im Lagerhaus besuchen will, wo auch Sophie ist, findet er nur den leeren Käfig. Er wird von einer herabfallenden Kiste erschlagen. Scully entdeckt jedoch, dass Lang mit einem Viehtreiber getötet wurde und verdächtigt Ambrose, die wiederum Meecham für verdächtig hält. Mulder möchte Meecham verhaften, der Sophie in einem anderen Lagerhaus versteckt hält. In ihrer Angst greift Sophie Mulder an und verletzt ihn, daraufhin erscheint wieder das helle Licht und Sophie ist verschwunden. Ambrose und die Agenten werden zum Highway gerufen, wo Sophie von einem Auto angefahren und getötet wurde. Meecham und Ambrose werden angeklagt, Mulder glaubt jedoch noch immer, dass Aliens hinter den Vorkommnissen stecken. |           |                                  |                       |                      |                                       |                     |                                                  |
| 43 | 19        | Totenstille                      | Dod Kalm              | 10. März 1995        | 11. Jan. 1996                         | Rob S. Bowman       | Howard Gordon, Alex Gansa; Idee: Howard Gordon   |
| In der Norwegischen See bricht auf der USS Ardent das Chaos aus. Teile der Crew verweigern den Gehorsam gegenüber dem Kapitän. 18 Stunden später wird das Schiff von einem kanadischen Fischerboot gesichtet, die jungen Crewmitglieder der Ardent scheinen um viele Jahre gealtert zu sein. Scully und Mulder besuchen den einzigen Überlebenden der Mannschaft der in Quarantäne in einem Militärkrankenhaus liegt. Der Mann ist sehr gealtert. Mulder meint, dass das Schiff am 65. Breitengrad verschwunden ist, wo bereits viele Schiffe verschwanden. Zudem glaubt er, dass es zu einer Zeitenfalte kam und dass die Ardent zu einem Experiment der Regierung gehört hat, das dem des Philadelphia-Experiments aus Zeiten des Zweiten Weltkriegs gleicht. In Norwegen treffen Scully und Mulder Henry Trondheim, der sie zu der letzten bekannten Position der Ardent bringen soll. Sie finden schließlich das Schiff, das völlig verrostet zu sein scheint, obwohl es erst wenige Jahre alt ist. Unter Deck stoßen sie auf zahlreiche mumifizierte Überreste der Besatzung. Außerdem treffen sie auf den stark gealterten kommandierenden Offizier der Ardent Captain Barcley, der erzählt, dass das Schiff „Zeit verloren“ hätte, nachdem sie ein helles Licht im Ozean gesehen haben. Trondheims Boot wird gestohlen und sein Partner ermordet. Später wird Trondheim von dem norwegischen Walfänger Olafsson attackiert, der nicht gealtert ist, obwohl er seit zwei Tagen an Bord des Schiffes ist. Trondheim, Scully und Mulder altern währenddessen auf unnatürliche Weise. Scully vermutet, dass die Ardent in der Nähe eines großen metallischen Objekts unter dem Ozean liegt, was zu freien Radikalen führt, die die Körper schnell altern lassen. Nur das Abwasserrohr ist nicht korrodiert, was bedeuten müsste, dass etwas aus dem Ozean das Trinkwasser der Ardent kontaminiert hat. Olaffson war deshalb nicht von dem Alterungsprozess betroffen, da er nur das recycelte Abwasser zu sich nahm. Trondheim lässt Olafsson frei, weil er glaubt, dass dieser ihm helfen wird zu überleben. Scully findet durch Untersuchungen heraus, warum die Körper altern und bemerkt auch, dass Trondheim versucht, das Wasser für sich zurückzuhalten. Trondheim schließt sich deshalb in einem Teil des Schiffes ein. Das Schiff hält aufgrund der Korrosion nicht mehr dem Druck des Wassers stand, erste Lecks treten auf und in der Folge stirbt Trondheim durch eintretendes Wasser. Scully und Mulder verlieren das Bewusstsein, werden jedoch kurz bevor das Schiff sinkt von einer Militäreinheit gerettet. Aufgrund von Scullys Aufzeichnungen können sie und Mulder entsprechend behandelt werden. |           |                                  |                       |                      |                                       |                     |                                                  |
| 44 | 20        | Der Zirkus                       | Humbug                | 31. März 1995        | 18. Jan. 1996                         | Kim Manners         | Darin Morgan                                     |
| In Gibsontown (Florida) schwimmen abends zwei Jungen im Pool im Garten des Hauses. Sie werden dabei von einer unbekannten Gestalt beobachtet. Ihr Vater, der „Alligator Mann“, der an Ichthyose leidet, springt in den Pool, um seine Söhne zu erschrecken. Die Jungen gehen zurück in das Haus, der Vater bleibt im Pool zurück und wird dort von der unbekannten Gestalt angegriffen und getötet. Mulder und Scully reisen nach Florida um eine seit 28 Jahren andauernde Serie von Angriffen auf Schausteller zu untersuchen. Sie wohnen der Beerdigung des „Alligator Mannes“ bei, wo sie andere Schausteller antreffen. Die Beerdigung wird von Dr. Blockhead gestört, der vorgibt sich einen Pflock in die Brust zu rammen. Später treffen sie auch dessen Freund, „Das Rätsel“, der vorgibt alles zu essen, aber nicht spricht. Scully und Mulder treffen den Sheriff, der früher als Jim Jim, der Junge mit dem Hundegesicht, auftrat, mittlerweile aber seine Gesichtsbehaarung verloren hat. Die Agenten logieren auf einem Campingplatz, der von Mister Nutt und dessen Gehilfen Lanny, einem Alkoholiker mit einem unterentwickelten Siamesischen Zwilling namens Leonard, geleitet wird. Scully und Mulder hören die Geschichte der Fiji-Meerjungfrau, eine Attraktion des 19. Jahrhunderts, die sich jedoch als Affe mit angenähter Fischflosse herausgestellt hat. Scully ist skeptisch, doch Mulder zeigt sich interessiert, da an den Tatorten Spuren sichergestellt wurden, die denen eines Affen gleichen. Eines Nachts wird auch Mister Nutt attackiert. Die Agenten finden heraus, dass der Angreifer Lannys Zwilling ist, der sich aus dessen Körper lösen kann. Lanny gibt an, dass Leonard einen neuen Zwilling sucht, da er wegen seiner Alkoholsucht bald sterben wird. Lanny lässt sich in einer Gefängniszelle unterbringen, doch es gelingt Leonard trotzdem zu entkommen. Scully und Mulder verfolgen Leonard, doch sie verlieren ihn. Nach kurzer Zeit finden sie Das Rätsel, der sich seinen Bauch reibt, aber auch Spuren eines Angriffs von Leonard aufweist. Am nächsten Morgen fahren Dr. Blockhead und Das Rätsel weiter. Das Rätsel klagt über Übelkeit, weil er wahrscheinlich „etwas Falsches gegessen hat“, Scully und Mulder bleiben verwirrt zurück. |           |                                  |                       |                      |                                       |                     |                                                  |
| 45 | 21        | Heilige Asche                    | The Calusari          | 14. Apr. 1995        | 26. Feb. 1996                         | Michael Vejar       | Sara B. Charno                                   |
| In Virginia besucht die Familie Holvey einen Freizeitpark. Der kleine Sohn der Familie folgt unbeaufsichtigt einem Ballon und wird von der Miniaturbahn des Parks überfahren, als er die Gleise betritt. Die Eltern sind geschockt, doch der andere Sohn der Familie, Charlie, scheint ungerührt vom Tod seines Bruders zu sein. Drei Monate später zeigt Mulder Scully ein Bild, das kurz vor dem Unfall aufgenommen wurde. Es zeigt, dass der Ballon sich gegen die Windrichtung und nicht horizontal bewegt, ein Experte des FBIs kann zudem auf dem Bild eine elektromagnetische Störung in Gestalt eines Kindes ausmachen, die den Ballon zu halten scheint. Scully und Mulder besuchen die Holveys, die sich nicht vorstellen können, dass ihr Sohn Teddy auf die Gleise geführt wurde. Scully beobachtet, wie Golda, die rumänische Mutter von Maggie Holvey, ein Hakenkreuz auf Charlies Hand malt. Scully glaubt, dass die Kinder der Familie eventuell Opfer des Münchhausen-Stellvertretersyndroms wurden, verübt durch die Großmutter. Die Agenten treffen Steve Holvey allein, der ihnen erzählt, dass Golda gegen die Ehe war und dass seltsame Dinge geschahen seit Teddy auf der Welt war und Golda damals zur Familie zog. Steve meint, dass Golda Charlie verletzen würde und Scully schlägt vor, die Sozialarbeiterin Karen Kosseff hinzuzuziehen. Als Steve und Charlie zu einer Sitzung mit Kosseff fahren wollen, wird Steve von dem scheinbar fehlerhaften Garagentor stranguliert, Charlie wird auf mysteriöse Weise im Auto eingesperrt und beweint den Tod seines Vaters. Die Polizei untersucht Steves rätselhaften Tod und findet in Goldas Zimmer Utensilien und Hinweise für rituelle Opferungen. Mulder findet in der Garage Asche, die als Vibhuti identifiziert wird. Golda und drei Căluşari führen ein Ritual durch und Charlie erleidet während einer Sitzung bei Kosseff einen Krampfanfall. Kosseff und Maggie sehen Rauch unter der Zimmertüre von Golda ziehen, Maggie ist aufgebracht über das Ritual und verweist die Căluşari des Hauses. Golda zieht Charlie in ihr Zimmer, um das Ritual zu beenden, doch er gewinnt die Oberhand und erweckt ein paar tote Hühner zu Leben, die Golda töten. Als Kosseff ihn über die Geschehnisse befragt, gibt er an nicht im Raum gewesen zu sein, sondern ein Junge namens Michael. Maggie ist erschrocken und erzählt, dass Michael der Zwillingsbruder von Charlie war und tot auf die Welt kam. Die Holveys haben Charlie nie davon erzählt. Golda wollte immer ein Ritual durchführen um die Geister der Zwillinge zu trennen. Charlie hat einen weiteren Anfall und wird ins Krankenhaus gebracht. Michael schlägt eine Krankenschwester nieder und überzeugt Maggie davon ihn nach Hause zu bringen. Scully sieht sie aus dem Krankenhaus gehen und sieht nach Charlie und findet ihn in seinem Zimmer mit der ohnmächtigen Schwester. Für Mulder ist klar, dass Michael hinter den Todesfällen steckt und schickt Scully zu den Holveys, um Michael zu stoppen. Maggie versucht das Ritual ihrer Mutter zu beenden, doch Michael greift ein. Mulder vollzieht in der Zwischenzeit zusammen mit den Căluşari einen Exorzismus an Charlie. Scully versucht Maggie zu helfen und wird von Michael mit einem Messer angegriffen. Als der Exorzismus beendet ist, verschwindet Michaels Geist und Scully ist gerettet. |           |                                  |                       |                      |                                       |                     |                                                  |
| 46 | 22        | Verseucht                        | F. Emasculata         | 28. Apr. 1995        | 25. Jan. 1996                         | Rob S. Bowman       | Chris Carter, Howard Gordon                      |
| In Costa Rica stößt der Insektenforscher Robert Torrance auf einen sich zersetzenden Kadaver eines Wildschweins, der mit dunkelvioletten Pusteln besetzt ist. Als er ein Insekt aus einer der Pusteln extrahiert, platzt diese auf und spritzt eine Flüssigkeit auf ihn. In der Nacht bekommt Torrance selbst solche Pusteln. Er funkt um Hilfe, doch als Helfer ihn am nächsten Morgen finden, ist er bereits tot. In einem Gefängnis in Virginia erhält eine Gefangener, der ebenfalls den Namen Robert Torrance hat, ein Paket. Darin befindet sich ein Stück Fleisch, das auch Pusteln aufweist. Er wird infiziert und stirbt kurze Zeit später. Die beiden Gefangenen Paul und Steve gelingt die Flucht aus dem Gefängnis, nachdem sie Roberts Zelle gereinigt haben. Mulder und Scully sollen den US Marshals helfen, die beiden Flüchtigen wieder in Gewahrsam zu nehmen. Scully und Mulder sind misstrauisch, denn normalerweise wird das FBI nicht für Gefängnisausbrüche hinzugezogen, außerdem steht das Gefängnis unter Quarantäne durchgeführt durch das CDC und die Nationalgarde. Mulder schließt sich der Verfolgung der Ausbrecher an, während Scully weiter im Gefängnis recherchiert. Sie findet heraus, dass die Insassen mit einer tödlichen Krankheit infiziert sind und die Leichen bereits im Heizraum des Gefängnisses kremiert werden. Scully öffnet den Leichensack von Torrance und beginnt ihn zu untersuchen, doch sie wird schnell von Dr. Osbourne vom CDC gestört. Eine Pustel auf Torrances Körper platzt und bespritzt Osbourne. Währenddessen haben sich die Ausbrecher ein Wohnmobil beschafft, Paul ruft seine Freundin Elizabeth an und kündigt sein Kommen an. Steve ist infiziert, sein Zustand ist kritisch. Schließlich erreichen die Ausbrecher Elizabeths Haus, eine von Steves Pusteln platzt, infiziert Elizabeth, Steve stirbt. Mulder und die Marshals stürmen das Haus und nehmen Elizabeth in Gewahrsam, von Paul fehlt jede Spur. Scully findet heraus, dass das Paket an Torrance von Pinck Pharmaceuticals stammt, zudem findet sie ein Insekt in dem Körper eines anderen Gefangenen. Dr. Osbourne, der mittlerweile infiziert ist, gibt zu für Pinck zu arbeiten und dass das Gefängnis als Versuchslabor missbraucht wurde. Mulder konfrontiert Skinner und den Krebskandidaten mit Vorwürfen, dass man ihn und Scully in einen Einsatz schickte, ohne sie klar darüber zu informieren. Zudem solle die Öffentlichkeit über Pincks Machenschaften informiert werden. Doch der Krebskandidat, aber auch Scully sind der Meinung, dass Information der Öffentlichkeit eine Massenpanik auslösen könnte, die schlimme Folgen haben könnte. Die Marshals erschießen Paul, der noch immer auf der Flucht ist, womit der letzte Zeuge beseitigt ist. |           |                                  |                       |                      |                                       |                     |                                                  |
| 47 | 23        | Das Experiment                   | Soft Light            | 5. Mai 1995          | 1. Feb. 1996                          | James A. Contner    | Vince Gilligan                                   |
| Scully wird von einer ihrer ehemaligen Studentinnen um Hilfe gebeten. Es geht um eine Reihe von Vermisstenanzeigen, die keinen Zusammenhang zueinander haben. Von den Opfern bleiben nur schwarze verbrannte Stellen übrig. Spontane menschliche Selbstentzündung ist Mulders erste Vermutung. Auf Überwachungskameraaufnahmen entdecken Mulder und Scully einen Mann, der im diffusen Licht einer Bahnhofshalle sitzt und sich bemüht, keinen Schatten zu werfen. Es handelt sich um einen Wissenschaftler, der auf dem Gebiet der dunklen Materie forscht und bei einem gewagten Experiment einen entscheidenden Durchbruch erreicht. Sein Schatten ist nun sehr gefährlich für seine Mitmenschen und er hat panische Angst vor der Regierung, die alle möglichen unerwarteten Verbündeten gegen ihn einsetzt. |           |                                  |                       |                      |                                       |                     |                                                  |
| 48 | 24        | Unsere kleine Stadt              | Our Town              | 12. Mai 1995         | 8. Feb. 1996                          | Rob S. Bowman       | Frank Spotnitz                                   |
| In Dudley (Arkansas) folgt der Mitarbeiter des Gesundheitsministeriums, George Kearns, seiner jungen Geliebten Paula Gray in den Wald. Er verliert ihre Spur und ist plötzlich von Lichtern umgeben und wird dann von einem Mann, der eine Totenmaske trägt, mit einer Axt ermordet. Als Kearns vermisst gemeldet wird und Leute Foxfire gesehen haben wollen, beginnen Scully und Mulder mit den Ermittlungen. Der örtliche Sheriff Arens meint, dass nichts Ungewöhnliches passiert ist. Kearns’ Frau Doris sagt aus, dass ihr Mann den örtlichen Hühnerfleischverarbeitungsbetrieb melden und schließen wollte. Scully und Mulder fahren zur Firma Chaco Chicken, wo ihnen der Geschäftsführer Jess Harold mitteilt, dass Kearns eine persönliche Vendetta gegen die Firma führte. Paula, die in der Firma arbeitet, wird von Halluzinationen gequält und greift Harold mit einem Messer an, worauf Arens sie erschießt. Der Betriebsarzt Dr. Randolph gibt an, dass Paula in der letzten Zeit vermehrt über Kopfschmerzen geklagt hatte. Paulas Onkel ist der Plantagenbesitzer Walter Chaco und gestattet eine Obduktion an Paula vorzunehmen. Paulas offizielle Akte gibt ihr Alter mit 47 Jahren an, obwohl sie nicht älter als Mitte 20 aussieht. Es wird festgestellt, dass sie an der Creutzfeldt-Jakob-Krankheit erkrankt war. Die Agenten kollidieren auf einer Straße beinahe mit einem Lastwagen von Chaco Chicken, später wird festgestellt, dass der Fahrer auch an Creutzfeldt-Jakob erkrankt war. Mulder entdeckt, dass die Firma ihre Abwässer in einen Fluss leitet und veranlasst, dass dieser abgesucht wird. Es werden die Knochen von neuen Menschen gefunden, darunter auch die von Kearns. Doch es fehlen die Schädel und die Knochen scheinen gekocht worden zu sein. Inzwischen sprechen Randolph und Harold über die Verbreitung der Krankheit und beklagen Walter Chacos Untätigkeit. Mulder und Scully finden heraus, dass in den letzten 50 Jahren auffällig viele Menschen im Umkreis von Dudley verschwanden. Mulder vermutet, dass die Bewohner Kannibalismus betreiben, um so ihr Leben zu verlängern. Zudem finden sie heraus, dass Kearns an Creutzfeldt-Jakob erkrankt war und die Krankheit sich dadurch verbreitet hat, weil die Einwohner Dudleys ihn verspeist haben. Chaco und Harold treffen in Chacos Haus Doris, die andeutet Chaco bei der Tötung ihres Mannes geholfen zu haben, Chaco weist sie daraufhin an, die Ermittlungen von Scully und Mulder zu behindern. Doris ruft Mulder an und gibt vor, dass Chaco sie töten will. Als sie aufgelegt hat, wird sie von dem Mann mit der Totenmaske niedergeschlagen. Scully eilt zum Haus der Kearns, während Mulder zu Chaco fährt. Im Haus von Chaco findet Mulder Schrumpfköpfe, darunter den Kopf von Kearns. Mulder ruft Scully an, doch die wird während des Gesprächs von Chaco niedergeschlagen. Sie wird zu einem abgelegenen Feld gebracht, wo Harold bereits ein Feuer entfacht hat. Viele der Stadtbewohner sind auch da, Doris soll verspeist werden, doch Chaco mahnt sie an, nicht einen von ihnen zu töten, doch Harold verweist auf die Krankheit. Chaco wird von der maskierten Gestalt exekutiert. Mulder erscheint gerade noch rechtzeitig, bevor auch Scully getötet wird, er erschießt den maskierten Mann, der sich als Arens entpuppt, auch Harold kommt bei der aufkommenden Unruhe ums Leben. Das Landwirtschaftsministerium lässt die Firma schließen, Chaco war zum Zeitpunkt seines Todes 93 Jahre alt. Mit Kannibalismus kam er im Zweiten Weltkrieg in Berührung, nachdem seine Maschine über Neuguinea abgestürzt war und er eine Zeit bei dem kannibalistischen Stamm der Jale lebte. |           |                                  |                       |                      |                                       |                     |                                                  |
| 49 | 25        | Anasazi – Teil 1                 | Anasazi (1)           | 19. Mai 1995         | 2. Mai 1996                           | R. W. Goodwin       | Chris Carter, Idee: David Duchovny, Chris Carter |
| In der Wüste im Navajo-Indianer-Reservat in New Mexico entdeckt ein junger Mann einen Güterwagen, der im Boden vergraben ist. Er findet darin den Leichnam eines Außerirdischen und zeigt ihn Zuhause und dem Ältesten Albert Hosteen vor. Kenneth Soona, ein Computerhacker, der auch „Der Denker“ genannt wird, hackt sich in das Netz des Verteidigungsministeriums und lädt Dateien herunter, die von außerirdischem Leben berichten. Als das Konsortium davon erfährt, teilt ihnen der Krebskandidat mit, dass das Problem bereits gelöst ist. Die Einsamen Schützen berichten Mulder, dass Soona ihn treffen möchte. Soona übergibt Mulder einen Datenträger mit den Dokumenten, doch diese sind verschlüsselt. Scully ist der Meinung, dass es sich um die Sprache der Navajo handelt und nimmt die Dateien für weitere Untersuchungen an sich. Skinner ruft Mulder in sein Büro, um ihn über die Dateien zu befragen, Mulder attackiert Skinner körperlich. Scully wird vor ein FBI-Gremium gerufen, um über Mulder und seine Tätigkeiten auszusagen. Sowohl Scully, als auch Mulder, wird eine fristlose Kündigung angedroht. Der Krebskandidat besucht Mulders Vater Bill und berichtet ihm darüber, dass Fox die Dateien hat. Scully trifft indessen eine Navajo-Übersetzerin, die sie an einen Code-Talker verweist. Bill bittet Fox zu ihm zu kommen, Scully wird in Mulders Wohnung von einem Schuss leicht verletzt, der von draußen durch das Fenster gefeuert wurde. Bill will Fox die Wahrheit erzählen, doch bevor er das tun kann, wird er von Alex Krycek erschossen. Mulder kontaktiert Scully, die ihm zur Flucht rät. Als er in Scullys Appartement ankommt und einschläft, nimmt sie ihm die Waffe ab. Sie lässt Mulders Waffe untersuchen, um auszuschließen, dass er Bill ermordet hat. Mulder ist wütend und misstrauisch gegenüber Scully, doch die findet heraus, dass das Wasser in Mulders Appartement kontaminiert ist. Mulder war einem Drogencocktail ausgesetzt, der sein Wesen beeinträchtigt hat. Als Mulder dort ankommt trifft er auf Krycek und möchte ihn töten. Scully kann dies nur verhindern, indem sie auf Mulder schießt, Krycek entkommt. Scully schafft den bewusstlosen Mulder nach New Mexico, wo sie den Code-Talker Hosteen trifft, der die Dateien übersetzt. Scully berichtet, dass die Dateien Informationen über sie und Duane Barry (siehe Episode 5 der zweiten Staffel) enthalten. Hosteens Enkel bringt Mulder zu dem Güterwagen. Kurz bevor er in den Wagen steigt, wird Mulder vom Krebskandidaten angerufen, der so seine Position orten kann. Mulder klettert in den Wagen, wo er mehrere Leichname von Außerirdischen findet, die alle Narben von Pockenimpfungen aufweisen. Der Krebskandidat erscheint in einem Helikopter zusammen mit einer bewaffneten militärischen Einheit und lässt den Güterwagen, nachdem Mulder nicht darin gefunden werden konnte, anzünden. |           |                                  |                       |                      |                                       |                     |                                                  |